# Trachusa notophila
Trachusa notophila är en biart som beskrevs av thorp, Brooks och > 1994. Trachusa notophila ingår i släktet hartsbin, och familjen buksamlarbin. Inga underarter finns listade i Catalogue of Life.